# Прусаков Микола Юхимович
Микола Юхимович Прусаков (1910, місто Кременчук, тепер Полтавської області (за іншими даними — село Будище, тепер Новгород-Сіверського району Чернігівської області) — ?) — український радянський діяч, 1-й секретар Новгород-Сіверського райкому КПУ Чернігівської області. Кандидат у члени ЦК КПУ в 1952—1956 р.

## Біографія
Член ВКП(б) з 1940 року.
З липня 1941 року — у Червоній армії, учасник німецько-радянської війни. Воював на Південному та Закавказькому фронтах. З 1944 року служив помічником начальника 1-го відділу із технічної частини, начальником 2-го монтажно-демонтажного цеху танкового відділу 4-го пересувного танкоремонтного заводу 25-го танкового корпусу бронетанкових і механізованих військ 1-го Українського фронту. Учасник радянсько-японської війни 1945 року. Служив начальником 2-го монтажно-демонтажного цеху танкового відділу 4-го пересувного танкоремонтного заводу 15-ї армії 2-го Далекосхідного фронту.
У кінці 1940-х — після 1958 року — 1-й секретар Новгород-Сіверського районного комітету КПУ Чернігівської області.

## Звання
- старший технік-лейтенант.

## Нагороди
- орден «Знак Пошани» (26.02.1958)
- орден Червоної Зірки (31.05.1945)
- орден Вітчизняної війни 2-го ст. (29.09.1945)
- медаль «За бойові заслуги» (12.04.1945)
- медаль «За перемогу над Німеччиною у Великій Вітчизняній війні 1941—1945 років» (1945)
- медалі